# 京呼动车组列车
京呼动车组列车是中国铁路运行于直辖市北京市至内蒙古自治区首府呼和浩特市的动车组列车，自2021年10月11日起开行，途经北京市、河北省、内蒙古自治区一省一市一区。现合计开行18对列车，列车客运乘务由呼和浩特局集团包头客运段、兰州局集团兰州客运段共同担当。

## 历史
2021年10月11日，全国铁路调图，京张高铁列车运行图重新编排。北京至呼和浩特间首次开行普通动车组列车，每天开行11对，车次为D1001-1022次。
2022年1月17日至3月16日，为保障2022年冬季奥林匹克运动会和2022年冬季残疾人奥林匹克运动会的运输工作，京张高铁实行冬奥运行图。除D1010/1011次外，其余的京呼动车组列车临时延长至北京北站始发终到。3月17日，冬奥运行图结束，恢复清河站始发终到。
2022年6月20日，全国铁路调图，北京至呼和浩特间增开3对普通动车组列车，车次为D1023-1028次。
2023年7月1日至10月10日，由于北京至包头间增开普通动车组列车，D1023-1026次列车临时停运。
2023年10月11日，全国铁路调图，在重新开行D1023-1026次列车的基础上，北京至呼和浩特间增开3对普通动车组列车，车次为D1029-1034次。
2024年6月15日，全国铁路调图，北京局集团担当的D1001/1010次、D1011/1020次列车升级为高速动车组列车，升级后的车次变更为G2479/2480次、G2487/2488次。
2025年1月5日，全国铁路调图，北京至呼和浩特间增开3对普通动车组列车，车次为D1051-1056次。

## 列车编组

### D1051/1052次列车
使用配属兰州局集团兰州西动车运用所的CRH5A。
| 车厢号 | 1           | 2-5         | 6                  | 7           | 8           |
| 车型   | ZY 一等座车 | ZE 二等座车 | ZEC 二等座车／餐车 | ZE 二等座车 | ZY 一等座车 |

### 其余班次
使用配属配属呼和浩特局集团呼和浩特动车运用所的CRH5A。（具体编组以实际开行情况为准，班次参考下文车体交路部分）
| 车厢号 | 1-5         | 6                  | 7           | 8           |
| 车型   | ZE 二等座车 | ZEC 二等座车／餐车 | ZE 二等座车 | ZY 一等座车 |

| 车厢号 | 1           | 2-5         | 6                  | 7           | 8           |
| 车型   | ZY 一等座车 | ZE 二等座车 | ZEC 二等座车／餐车 | ZE 二等座车 | ZY 一等座车 |

## 车体交路
数据日期：2025年1月5日（交路仅供参考，以实际开行情况为准）
交路1（呼和浩特局呼和浩特动车所CRH5A，呼和浩特局包头客运段担当乘务）：
出库→呼和浩特东开D1002至清河→清河开D1091至乌兰察布→乌兰察布开D1092至清河→清河开D1015至呼和浩特东→呼和浩特东开D1022至清河→进入北京北动车所过夜→北京北开D1077至包头→包头开D1078至清河→清河开D1027至呼和浩特东→回库
交路2（呼和浩特局呼和浩特动车所CRH5A，呼和浩特局包头客运段担当乘务）：
出库→呼和浩特东开DJ5080至清河→清河开D1003至呼和浩特东→呼和浩特东开D1012至清河→清河开D1013至呼和浩特东→呼和浩特东开D1028至清河→进入北京北动车所过夜→第二天运营前开行确认列车→呼和浩特东开D1004至清河→清河开D1005至呼和浩特东→呼和浩特东开D1014至清河→清河开D1017至呼和浩特东→回库
交路3（呼和浩特局呼和浩特动车所CRH5A，呼和浩特局包头客运段担当乘务）：
出库→呼和浩特东开D1024至清河→清河开D1025至呼和浩特东→呼和浩特东开D1030至清河→清河开D1031至呼和浩特东→呼和浩特东开D1034至北京北→进入北京北动车所过夜→北京北开D1023至呼和浩特东→呼和浩特东开D1026至清河→清河开D1029至呼和浩特东→呼和浩特东开D1032至清河→清河开D1033至呼和浩特东→回库
交路4（呼和浩特局呼和浩特动车所CRH5A，呼和浩特局包头客运段担当乘务）：
出库→呼和浩特东开D1008至清河→清河开D1009至呼和浩特东→呼和浩特东开D1018至清河→清河开D1021至呼和浩特东→回库
交路5（呼和浩特局呼和浩特动车所CRH5A，呼和浩特局包头客运段担当乘务，周末线）：
出库→呼和浩特东开D1006至清河→清河开D1007至呼和浩特东→呼和浩特东开D1016至清河→清河开D1019至呼和浩特东→回库
交路6（呼和浩特局呼和浩特动车所CRH5A，呼和浩特局包头客运段担当乘务）：
出库→呼和浩特东开D1054至清河→清河开D1053至呼和浩特东→呼和浩特东开D1056至清河→清河开D1055至呼和浩特东→回库
交路7（兰州局兰州西动车所CRH5A，兰州局兰州客运段担当乘务）：
出库→兰州西开D1050至清河→清河开D1051至呼和浩特东→呼和浩特东过夜→呼和浩特东开D1052至清河→清河开D1049至兰州西→回库